# Lebu
Lebu és una ciutat xilena uns 145 km al sud de Concepción, província d'Arauco, a la regió del Bío-Bío. La comuna té 25.096 habitants i una superfície de 56,9 km², segons la datació del cens de 2002. La ciutat va ser fundada el 8 d'octubre de 1862 amb el nom en castellà de Fuerte Varas i és travessada pel riu homònim. El nom de la ciutat és gràcies al riu anomenat pels maputxes Leufu amb progressiva castellanització: «Lebu».